# Комо језик
Комо језик је језик из породице нило-сахарских језика, комуска грана. Њиме се служи око 10.000 становика у вилајету Горњи Нил у северном Судану, око 1.500 људи у региону Гамбела у Етиопији и неколико стотина у вилајету Горњи Нил у Јужном Судану. Састоји се од неколико сродних језика.